# Kuniaki Sagakami
Sensei Kuniaki Sagakami, 8e dan de karaté, né au Japon en 1944, est un des derniers maîtres wado-ryu de la première génération envoyée en Europe pour propager ce style. Il fut un élève direct de maître Tatsuo Suzuki.